# 陳秀惠
陳秀惠（1962年5月7日—），台灣阿美族政治人物，民主進步黨籍。曾任台灣基督長老教會西美中會牧師（阿美族第一位女牧師）、立法委員，2008年競選平地原住民選舉區立委以最低票落選
2012年被民進黨提名為不分區立委第29名，不過民進黨僅獲13席，再度落選。2014年底就任臺北市政府原住民族事務委員會主任委員。其夫高正尚為臺北市政府原住民族事務委員會首任主任委員。

## 爭議
陳秀惠任職臺北市政府原住民族事務委員會主任委員期間，2016年5月中，在臺北市議會因不滿中國國民黨臺北市議員李芳儒之質詢內容而用阿美語罵李芳儒「借刀殺人」，引發爭議，最後向李芳儒道歉。2016年5月31日，陳秀惠被國民黨臺北市議員李傅中武批評，曾在2015年8月在臺北市原住民婦女種子人才培訓課程中說泰雅族婦女有陪睡客人之傳統；引發北原山貓等原住民族人公開要求下台。2017年1月23日，陳秀惠以完成階段性任務及父親逝世為由辭職。

## 選舉紀錄
| 年度 | 選舉屆數               | 選舉區                                 | 所屬政黨   | 得票數    | 得票率 | 當選標記     | 備註         |
| ---- | ---------------------- | -------------------------------------- | ---------- | --------- | ------ | ------------ | ------------ |
| 2004 | 第六屆立法委員選舉     | 全國不分區選舉區                       | 民主進步黨 | 3,471,429 | 35.72% |              |              |
| 2005 | 任務型國民大會代表選舉 | 任務型國民大會代表選舉                 | 民主進步黨 | 1,647,791 | 42.52% | 排名第二十九 |              |
| 2008 | 第七屆立法委員選舉     | 平地原住民選舉區                       | 民主進步黨 | 5,710     | 8.71%  |              |              |
| 2012 | 第八屆立法委員選舉     | 全國不分區及僑居國外國民立法委員選舉區 | 民主進步黨 | 4,556,424 | 34.62% |              | 排名第二十九 |

## 外部連結
- 立法院